# Janowice Kujawskie
Janowice Kujawskie – nieczynny wąskotorowy przystanek osobowy w Janowicach, w gminie Wierzbinek, w powiecie konińskim w województwie wielkopolskim, w Polsce. Został wybudowany w 1914 roku przez okupacyjne władze niemieckie.